# Тайро (Канзас)
Тайро (англ. Tyro) — місто (англ. city) в США, в окрузі Монтгомері штату Канзас. Населення — 177 осіб (2020).

## Географія
Тайро розташоване за координатами 37°2′19″ пн. ш. 95°49′27″ зх. д. / 37.03861° пн. ш. 95.82417° зх. д. (37.038569, -95.824277).  За даними Бюро перепису населення США в 2010 році місто мало площу 1,37 км², з яких 1,36 км² — суходіл та 0,01 км² — водойми.

## Демографія
Згідно з переписом 2010 року, у місті мешкало 220 осіб у 88 домогосподарствах у складі 61 родини. Густота населення становила 161 особа/км².  Було 106 помешкань (77/км²).
Расовий склад населення:
| - 87,3 % — білих - 5,9 % — корінних американців - 1,4 % — чорних або афроамериканців - 0,5 % — азіатів |

До двох чи більше рас належало 5,0 %. Частка іспаномовних становила 0,9 % від усіх жителів.
За віковим діапазоном населення розподілялося таким чином: 25,5 % — особи молодші 18 років, 61,3 % — особи у віці 18—64 років, 13,2 % — особи у віці 65 років та старші. Медіана віку мешканця становила 40,4 року. На 100 осіб жіночої статі у місті припадало 94,7 чоловіків;  на 100 жінок у віці від 18 років та старших — 92,9 чоловіків також старших 18 років.
Середній дохід на одне домашнє господарство  становив 55 075 доларів США (медіана — 54 632), а середній дохід на одну сім'ю — 62 229 доларів (медіана — 57 000). За межею бідності перебувало 7,8 % осіб, у тому числі 9,9 % дітей у віці до 18 років та 9,4 % осіб у віці 65 років та старших.
Цивільне працевлаштоване населення становило 123 особи. Основні галузі зайнятості: освіта, охорона здоров'я та соціальна допомога — 31,7 %, виробництво — 26,0 %, транспорт — 12,2 %, роздрібна торгівля — 6,5 %.